# Cento lettere d'amore
Cento lettere d'amore è un film del 1940 diretto da Max Neufeld.